# Ochrostacta physocephala
Ochrostacta physocephala är en insektsart som först beskrevs av Victor Antoine Signoret 1854.  Ochrostacta physocephala ingår i släktet Ochrostacta och familjen dvärgstritar. Inga underarter finns listade i Catalogue of Life.